# (83) Beatrix
(83) Beatrix – planetoida z grupy pasa głównego planetoid okrążająca Słońce w ciągu 3 lat i 291 dni w średniej odległości 2,43 j.a. Została odkryta 26 kwietnia 1865 roku w Neapolu przez Annibale’a de Gasparisa. Nazwana planetoidy pochodzi od Beatrycze Portinari – mieszkanki Florencji, którą Dante Alighieri umieścił w swoim poemacie Boska komedia. Imię to nosiła także córka odkrywcy.